# 김바다
김바다(본명: 김정남, 1971년 10월 21일 ~ )는 대한민국의 가수, 기타리스트이다.

## 데뷔 및 활동
원래 보컬이 아니라 기타리스트가 꿈이었다고 하나 학생시절 활동했던 밴드에서 보컬이 없자, 본인이 대신하면서 본격 록보컬로서의 길을 가게 된다. 언더에서 '톰캣(Tomcat)'이라는 밴드를 하고 있던 25살때 신대철의 눈에 들게 되어, 1995년 10월에 당시 전 보컬(손성훈)의 급작스런 탈퇴로 공석이던 시나위의 5대 보컬로 영입되었다. 공식 데뷔음반은 1996년에 나온 시나위 EP앨범 'Circus'였다.
그가 보컬로 영입되고 낸 정규앨범 시나위 6집 《은퇴선언》은 한국형 얼터너티브록의 진수로 평가받는 시나위의 명반이다. 이 앨범을 기점으로 시나위는 헤비메탈이 아닌 얼터너티브록으로 성공적인 장르적 변신을 일궈냈다. 6집 타이틀곡이었던 '은퇴선언' 발표당시 시나위의 멤버이기도 했던 서태지의 은퇴와도 시기가 맞물려 화제가 되었다.
다음 시나위 7집 《Psychedelos》에서는 시나위가 사이키델릭록에서도 뛰어난 저력을 가지고 있음을 입증한 앨범이며, 김바다 보컬의 매력을 맘껏 느낄 수 있다. 시나위에서 김바다는 리드보컬과 기타뿐만 아니라 작곡&작사로도 활약했으며 시나위의 'blue baby' '헛소리' '고깃덩어리' '백분' '취한나비' '개야 짖어라' '미친계절' '붉은 장미밭' '상승' 등은 김바다가 작곡 혹은 작사했다.
1999년 시나위를 탈퇴한 이후 '나비효과'라는 밴드를 결성했다. 2003년 정규 1집은 타이틀 곡인 '첫사랑'이 대중적으로 히트했다. 2집에선 노선을 바꾸어 일렉트로닉 록에 도전했으나 1집에서의 대중적인 행보에서 벗어나서 그런지 그다지 좋은 반응을 이끌지 못했다.
나비효과 해체 이후 본격적인 일렉트로닉 록밴드 '더 레이시오스'(2013년 재결성이후 밴드명을 '레이시오스'로 변경)를 결성해, 2008년 1집 Burning Telepathy를 발매했다. 2009년에는 얼터너티브 록밴드 아트오브파티스(Art of parties)를 결성해 2010년 1집 《Ophelia》를 내놓았다. 이 앨범은 2011년 한국대중음악상 올해의 최우수 록앨범에 노미네이트되었다. 아트오브파티스를 하면서 밴드 '소년'의 객원보컬로도 잠시 활동하여 싱글 앨범 등을 발매했다.
2012년 9월 ~ 11월 나는 가수다 Ⅱ, 10월 TOP밴드 2 축하공연에서 신대철을 중심으로 재구성된 시나위에 보컬로 출연했다.
2013년, 시나위가 새 보컬을 영입하고 7년만에 앨범 발매 및 활동함에 따라, '시나위 with 김바다' 형태로 콜라보 무대를 하기도 했다.
2013년 1월, JYJ의 김재중 솔로미니앨범에 프로듀서 & 보컬 디렉터로 참여하여, 타이틀곡인 MINE과 선공개곡이었던 One kiss를 작곡, 편곡했다.
2013년 4월 25일, 1996년 데뷔 이후 첫 솔로앨범 〈N.surf part1〉을 발매했다. 타이틀곡은 '베인'이다.
현재는 레이시오스와 아트오브파티스의 보컬 및 기타리스트이다.

## 앨범

### 솔로 앨범
- 흐름(Flow) (2018년 6월 18일)
- 누구? (2018년 3월 13일)
- N.Surf Part1 (2013년 4월 25일, 타이틀곡: 베인)
- Moonage Dream (2014년 2월 19일, 1집 앨범)

### 시나위의 음반
- EP앨범 Circus (5.5집, 1996년 3월 발매)
- 시나위 6집 은퇴선언 (1997년 2월 발매, 타이틀곡: 은퇴선언, Circus)
- 시나위 7집 Psychedelos (1998년 10월 발매, 타이틀곡: 상승, 희망가)
- 77 99 22 산울림 트리뷰트 (1999년 발매, 시나위 - 아니벌써)
- A Tribute To 신중현 (시나위 - 꽃잎)

### 나비효과의 음반
- 나비효과 (2003년 2월 발매)
- 나비효과 2nd (2005년 8월 발매)
- 붉은악마 공식 응원 앨범 Reds, Go Together (2006년 3월 발매) - 승리의 노래
- Shooting star/ What A Girl (2006년 11월 발매)
- Candy (2007년 4월 발매)
- 2004년 mbc 한일합작드라마 '별의 소리' ost - 별의 소리
- 두산베어스 응원가 (2006년) - 다 함께 허슬 두!
- 아가미 (새로 만든 민중의 노래) (2006년) - 불나비

### 프로젝트 밴드 [d:]의 음반
- 1st Collection (2006년 12월 발매)

### 레이시오스의 음반
- Burning Telepathy (2008년 3월 발매)
- Lusty Initialization (2013년, 1집 재발매 앨범)

### 아트오브파티스의 음반
- 1집 Ophelia (2010년 7월 발매, 타이틀곡: Die out, 2011년 제8회 한국대중음악상 최우수 록음반 후보 노미네이트)
- EP앨범 seitrap fo tra (2011년, 타이틀곡: Recover)
- REBORN 산울림 산울림 헌정앨범 (2011년) - 아마 늦은 여름이었을거야
- 디지털 싱글앨범 (2012년 11월 30일 발매) - 섬 / Never Ever

### 소년&김바다의 음반
- 김광석 트리뷰트 앨범 (2011년) - 사랑했지만
- 2011 들국화 리메이크 (2011년) - 행진
- 디지털 싱글 (2012) - last day
- 컴필레이션 프로젝트 seoul seoul seoul (2012) - street

### OST
- 2016년 온라인 게임 '아키에이지' OST - 오키드나의 증오 (김바다)
- 2014년 mbc 드라마 '미스코리아' ost - Heartbreaker With. Every Single Day (김바다)
- 2010년 영화 '용서는 없다' ost - 공감대 (서울전자음악단 & 보컬 : 김바다 & 박지만)
- 2010년 온라인 게임 '로코' - Ventil of Nightmare (김바다)
- 2008년 mbc 드라마넷 '별순검 시즌2' ost - 운명 (김바다)
- 2005년 kbs 드라마 '열여덟 스물아홉' ost - 단 한번만이라도 (김바다)
- 2004년 mbc 한일합작드라마 '별의 소리' ost - 별의 소리 (나비효과)
- 2002년 영화 '뚫어야 산다' ost - 어쩌다 마주친 그대 (김바다)

### 참여 앨범
- 김바다 - 베인 (2009년 De La Musique 앨범 수록곡)
- 신윤철(기타)&김바다(보컬) - 누구나 (2011년 신윤철 EP앨범 수록)
- 리쌍 - Dying freedom (feat: 김바다)
- 로맨틱펀치 - Right now (feat: 김바다)
- 노바소닉 - 슬픈광대 (feat: 김바다)
- 레이니썬(Rainy Sun) - Black Dog (feat: 김바다)
- 노이즈캣 - Playing With Sunday (feat: 김바다)
- 나는 가수다2
  - 나는 가수다2 9월 A조 경연 : 시나위 - 그건 너 (이장희)
  - 나는 가수다2 9월 고별전 : 시나위 - 나 어떡해 (샌드 페블즈)
  - 나는 가수다2 10월 A조 경연 : 시나위 - 강남스타일 (싸이)
  - 나는 가수다2 10월 가수전 : 시나위 - 제발 (들국화)
  - 나는 가수다2 11월 예선전 : 시나위 - 세상만사 (송골매)
  - 나는 가수다2 11월 가수전 : 시나위 - 내 마음에 주단을 깔고 (산울림)

### 미발표곡
- 김바다 - 긴 하루 (나비효과 앨범에 실릴 예정으로 녹음까지 마쳤으나 결국 제외된 곡, 이후 이승철 앨범에 실렸다)
- 김바다 - 행복의 나라로 (한대수 리메이크)

### 타가수에게 준 곡
- 소찬휘 7집 앨범 (2005년) - 나 없이도 행복해야 해 (작사)
- 리쌍 6집 "HEXAGONAL" - Dying freedom (작곡, 공동 작사, 피쳐링)
- 김재중(JYJ) 솔로 미니 앨범 "I" (2013년 1월 17일 발매) - MINE(작곡, 편곡, 타이틀곡)/ One kiss(작곡, 1월 8일 선공개)

## 방송 출연

### 예능
- 나는 가수다 Ⅱ (MBC, 2012년 9월 ~ 11월) - 시나위의 보컬로서 참가하였다.
- 미스터리 음악쇼 복면가왕 (MBC, 2015년 8월 9일) - 커트의 신 가위손

## 경력 사항
- 시나위 - 5대 보컬 & 기타 (1995년 ~ 1999년, 데뷔: 1996년 미니앨범 《서커스》)
- 나비효과 - 보컬 & 기타 (2003년 ~ 2007년)
- 디[d:](프로젝트 밴드) - 보컬 (2006년 12월)
- 레이시오스 - 보컬 (2008년 ~ 2009년, 2013년 재결성)
- 아트오브파티스 - 보컬&베이스 -> 보컬&기타 (2009년 ~ 현재)
- 소년 - 객원보컬 (2011년 ~ 2012년)
- MBC 나는가수다2 시나위 콜라보레이션 - 보컬(2012년 9월 ~ 11월)
- KBS 탑밴드2 시나위 콜라보레이션 - 보컬 (2012년 10월)
- 김재중(JYJ) 솔로미니앨범 프로듀싱 (2013년)
- 2010년 서울종합예술학교 실용음악예술학부 겸임 교수